# Bejatka
Bejatka je národopisný soubor ze Štítiny, který působí od roku 1971. Navazuje na tradice slezského folklóru a nářečí a ve svých vystoupeních prezentuje především písně a tance z oblasti Opavska.
Název souboru je inspirován jménem dívky z povídky Ludmily Hořké. Podnět ke vzniku souboru dal folklorista Antonín Satke, který „Bejatky“ po dlouhá léta podporoval a jejich tvorbu zmiňoval v odborných článcích.
Za první vystoupení souboru se považuje účinkování tří zpěvaček ze Štítiny na prvním ročníku národopisné slavnosti těšínské oblasti Matice slezské v Dolní Lomné v roce 1971. Trio se už za dva roky rozrostlo a v roce 1973 měl soubor více než desítku členek. Určitou dobu se souborem účinkovala skupina opavských hudců. V roce 1983 vznikl dětský soubor Malá Bejatka.
Repertoár národopisného souboru Bejatka tvoří písně a tance z oblasti Opavska. Čerpá zejména z odkazu spisovatelky Ludmily Hořké, rodačky z Kravař – Dvořiska, dřívější součásti Štítiny. V tematických pásmech soubor navozuje atmosféru událostí a tradic ze života lidí na Opavsku. Svá vystoupení zpestřuje vypravěčskými čísly, která mají charakter lidového humoru a satiry, nikdy však nesklouznou k laciným vulgaritám.
Členky souboru si samy pořídily a vyšily kroje, ve kterých vystupují. Soubor se účastní folklórních přehlídek, akcí měst, festivalů, slavností, výstav a soutěží v České republice i v zahraničí a prezentoval se i v rozhlase a v televizi. Podařilo se jim natočit také několik audioknih (Tesknice, Bejatka, Řeka – všechny inspirované tvorbou Ludmily Hořké) a CD Najmilejší – album písní a básní slezského folklóru v podání národopisného souboru Bejatka ze Štítiny za doprovodu Slovácké muziky Muzikanči z Opavy.